# Maud Angelica Behn
Maud Angelica Behn (* 29. April 2003 in Oslo) ist eine Schriftstellerin und Mitglied der norwegischen Königsfamilie.

## Leben
Behn kam im April 2003 als Tochter von Prinzessin Märtha Louise von Norwegen und des Schriftstellers und Künstlers Ari Behn im Rikshospitalet in Oslo zur Welt. Sie ist die älteste Enkelin von König Harald V. und dessen Frau Sonja von Norwegen. Nach ihrer Geburt nahm Maud Angelica Behn den dritten Platz in der norwegischen Thronfolge ein. Durch die Geburt der Kinder von Kronprinz Haakon und Mette-Marit Tjessem Høiby rutschte sie auf den fünften Platz ab. Am 2. Juli 2003 wurde Behn am 100. Geburtstag ihres Urgroßvaters Olav V. in der Slottskapellet in Oslo getauft. Behn hat zwei jüngere Schwestern: Leah Isadora (* 2005) und Emma Tallulah (* 2008). Ab 2009 besuchte sie eine Waldorfschule in Bærum.
Gemeinsam mit ihrem Vater Ari Behn arbeitete sie im Jahr 2018 an einem Kinderbuch, das jedoch nicht fertiggestellt wurde. Nach dem Suizid ihres Vaters im Dezember 2019 erlangte die damals 16-jährige Maud Angelica Behn größere Bekanntheit durch ihre im Januar 2020 gehaltene Trauerrede, in der sie über ihren Vater und psychische Erkrankungen sprach:

«Pappa må ha vært så sliten at han må ha følt at han ikke hadde noen annen utvei enn å gå ut av denne verden. Men der tror jeg han tok feil. Det er alltid en utvei.»

„Papa muss so erschöpft gewesen sein, dass er das Gefühl hatte, keinen anderen Ausweg zu haben, als diese Welt zu verlassen. Aber ich glaube, da lag er falsch. Es gibt immer einen Ausweg.“

Die Trauerrede wurde von anwesenden Persönlichkeiten wie Jens Stoltenberg und Erna Solberg gelobt. Für ihre Rede wurde sie im Februar 2020 bei der Akuttpsykiatrikonferansen ausgezeichnet, da sie in ihrer Rede gezeigt habe, wie wichtig es sei, um Hilfe zu bitten. Im Oktober 2020 wurde sie mit dem Tara-prisen zur „mutigsten Frau des Jahres“ gekürt.
Zu einer Kunstausstellung zu Ehren ihres Vaters steuerte Behn im Juni 2020 zwei Werke bei. Das Buch Tråder av tårer, an dem Behn gemeinsam mit dem Verleger Arve Juritzen arbeitete, wurde im Oktober 2021 veröffentlicht. Es handelt sich dabei um ein Gedicht, das sich über rund 60 Seiten erstreckt. Behn war an dem Werk auch als Illustratorin beteiligt. Das Buch stieg auf den ersten Platz in der Bestsellerliste Boklista für Belletristik ein. Im Oktober 2022 trug sie unter anderem drei Ölgemälde zu einer Kunstausstellung im Kulturhaus in Ås bei. Im Herbst 2022 nahm sie an der dritten Staffel der beim norwegischen Rundfunk Norsk rikskringkasting (NRK) ausgestrahlten Musikshow Maskorama teil.
Im Mai 2025 gab sie gemeinsam mit Helena Stålnacke das Buch Plutselig. Personlige fortellinger om ung sorg heraus. Das Buch wurde im Verlag Cappelen Damm veröffentlicht und von Behn auch illustriert.

## Werke
- Tråder av tårer. Juritzen, 2021, ISBN 978-82-93910-03-9
- Plutselig. Personlige fortellinger om ung sorg. Cappelen Damm, 2025, ISBN 978-82-02783-11-2 (zusammen mit Helena Stålnacke)

## Auszeichnungen
- 2020: Tara-prisen
- Kong Harald Vs jubileumsmedalje 1991–2016[15]